# Plagiognathops
Plagiognathops is een geslacht van straalvinnige vissen uit de familie van eigenlijke karpers (Cyprinidae).

## Soort
- Plagiognathops microlepis (Bleeker, 1871)